# 里雍镇
里雍镇是中华人民共和国广西壮族自治区柳州市鱼峰区下辖的一个镇。
2018年5月，广西壮族自治区人民政府批复将柳州市柳江区的里雍镇划归鱼峰区管辖。区划代码改为450203100。

## 行政区划
里雍镇下辖以下村级行政区划单位：
里雍社区、立冲村、广实村、红花村、长沙村、里雍村、基田村、龙团村、龙江村、富龙村和红赖村。